# Percnobracon stenopterus
Percnobracon stenopterus är en stekelart som beskrevs av Jean-Jacques Kieffer och Jörgensen 1910. Percnobracon stenopterus ingår i släktet Percnobracon och familjen bracksteklar. Inga underarter finns listade i Catalogue of Life.